# Martin Gustavsson
Lars Martin Daniel Gustavsson (* 5. November 1980 in Malmö) ist ein ehemaliger schwedischer Schwimmer. Er gewann bei Europameisterschaften je eine Silbermedaille auf der 50-Meter-Bahn und auf der 25-Meter-Bahn.

## Sportliche Karriere
Der 1,87 Meter große Gustavsson startete für Malmö KK. Er war Spezialist im Brustschwimmen.
Im März 2000 bei den Kurzbahnweltmeisterschaften in Athen schied Gustavsson über 50 Meter Brust und über 100 Meter Brust im Vorlauf aus. Mit der schwedischen 4-mal-100-Meter-Lagenstaffel schwamm er die elftbeste Vorlaufzeit. Im Juli bei den Europameisterschaften in Helsinki erreichte Gustavsson das Finale über 200 Meter Brust und belegte den sechsten Platz. Drei Tage später gewann die schwedische Lagenstaffel mit Mattias Ohlin, Martin Gustavsson, Lars Frölander und Stefan Nystrand Silber mit einer Sekunde Rückstand auf das russische Quartett. Im September bei den Olympischen Spielen in Sydney schwamm Gustavsson im Halbfinale über 200 Meter Brust die 15. Zeit. Die schwedische Lagenstaffel mit Daniel Carlsson, Martin Gustavsson, Stefan Nystrand und Mattias Ohlin verfehlte als Vorlaufzehnte das Finale um drei Zehntelsekunden. Ende des Jahres bei den Kurzbahneuropameisterschaften in Valencia wurde die schwedische 4-mal-50-Meter-Lagenstaffel im Finale disqualifiziert. Gustavsson schlug über 100 Meter Brust als Sechster an. Über 200 Meter Brust hatte er als Vierter 0,69 Sekunden Rückstand auf den Drittplatzierten.
Bei den Weltmeisterschaften 2001 in Fukuoka schwamm Gustavsson die elftbeste Halbfinalzeit über 200 Meter Brust. Die Lagenstaffel verfehlte als Vorlaufneunte den Finaleinzug um eine halbe Sekunde. Ende des Jahres bei den Kurzbahneuropameisterschaften in Antwerpen erreichte Gustavsson zwei Endläufe. Er belegte den achten Platz über 100 Meter Brust und den vierten Platz über 200 Meter Brust, hier schlug er 0,41 Sekunden hinter dem Drittplatzierten an. Im Jahr darauf bei den Kurzbahnweltmeisterschaften 2002 in Moskau wurde Gustavsson Achter über 200 Meter Brust. Die 4-mal-100-Meter-Lagenstaffel mit Mattias Ohlin, Martin Gustavsson, Lars Frölander und Stefan Nystrand belegte den fünften Platz. Im Sommer bei den Europameisterschaften in Berlin erreichte Gustavsson ebenfalls das Finale über 200 Meter Brust und wurde Achter. Die Lagenstaffel erkämpfte den sechsten Platz.
Bei den Weltmeisterschaften 2003 in Barcelona schied Gustavsson sowohl über 100 Meter Brust als auch über 200 Meter Brust im Halbfinale aus. Die Lagenstaffel schwamm die 13. Vorlaufzeit. Im Dezember bei den Kurzbahneuropameisterschaften 2003 in Dublin schlug Gustavsson über 100 Meter Brust als Vierter an, er hatte 0,3 Sekunden Rückstand auf den Drittplatzierten. Die 4-mal-50-Meter-Lagenstaffel mit Jens Petersson, Martin Gustavsson, Björn Lundin und Stefan Nystrand erschwamm die Silbermedaille, hatte aber fast zwei Sekunden Rückstand auf das deutsche Quartett. Marcus Piehl war im Vorlauf für Nystrand geschwommen und erhielt ebenfalls eine Silbermedaille.
2004 bei den Europameisterschaften in Madrid belegte Gustavsson auf allen drei Brustdistanzen jeweils den fünften Platz. Dabei lag er über 50 Meter nur 0,18 Sekunden hinter dem Dritten, auf den anderen beiden Strecken betrug der Abstand zu den Medaillen jeweils etwa eine halbe Sekunde. Die Lagenstaffel schwamm die fünfte Vorlaufzeit, wurde aber im Finale disqualifiziert. Bei den Olympischen Spielen in Athen schied Gustavsson sowohl über 100 Meter Brust als auch über 200 Meter Brust im Vorlauf aus. Im Oktober 2004 bei den Kurzbahnweltmeisterschaften in Indianapolis erreichte Gustavsson den fünften Platz über 200 Meter Brust. Zwei Monate später bei den Kurzbahneuropameisterschaften in Wien schlug er über 100 Meter Brust als Fünfter an und wurde Achter über 200 Meter Brust.
2005 bei den Weltmeisterschaften in Montreal schied Gustavsson über 100 Meter Brust und über 200 Meter Brust im Vorlauf aus, über 50 Meter Brust erreichte er die elftbeste Zeit im Halbfinale. Im April 2006 bei den Kurzbahnweltmeisterschaften in Shanghai schwamm Gustavsson ins Finale über 50 Meter Brust und belegte den achten Platz. Bei den Europameisterschaften 2006 in Budapest erreichte er ebenfalls den achten Platz über 50 Meter Brust. Die Lagenstaffel wurde im Finale disqualifiziert.